# John Persson (fotbollsspelare)
John "Broarn" Persson, född den 9 mars 1902 i Örebro, död den  2 december 1972, var en svensk fotbollsspelare som spelade för AIK samt för det Svenska landslaget.

## Klubbkarriär
Persson gjorde AIK:s första Allsvenska fotbollsmål den 3 augusti 1924 då han kvitterade till 1-1 mot Västerås IK i AIK:s första Allsvenska match. Den 24 augusti 1924 mot IFK Göteborg så blev Persson den första spelaren någonsin att bli utvisad i Allsvenskan.
Säsongen 1923 så blev Persson svensk mästare tillsammans med AIK efter att ha vunnit finalmatchen mot IFK Eskilstuna med 5-1.

## Landslagskarriär
Persson debuterade för det Svenska landslaget  den 9 juni 1926 mot Norge. Sin fjärde och sista match spelade han den 4 september 1927 mot Belgien, i matchen gjorde han sitt första och enda landslagsmål.